# 류기현
류기현(柳基鉉, 1936년 ~ 1982년 4월 13일)은 대한민국의 성우이다.

## 생애
경기도 안성에서 출생했다. 서울 덕수상고를 거쳐 서라벌예술대학교 연극영화과를 졸업하였다.
한때 극단 '신협'에서 직업연기자 생활도 했다. 1958년 기독교 방송국 제2기생으로 입사하였고, 특히 문화방송국의 장수프로 《전설따라 삼천리》의 지문 낭독으로 독특한 억양을 구사해서 낭독법의 새로운 스타일을 굳혀 놓기도 했다. 그 밖에 노인 역에 뛰어났다.
1979년에는 한국성우협회의 이사장직을 맡았다.

## 출연작
출연한 대표작은 다음과 같다.
문화방송
- 《애정가족》(愛情家族) - 1962년 방송된 일요 연속극. 이진섭 작, 총 20회, 아침 8시에 30분간 방송. 은퇴한 교수의 가정에서 일어나는 가족간의 이야기.[5]
- 《유바리·장》(-張) - 1963년 방송, 백결 작, 오사량 연출. 저녁 9시에 20분간 방송. 일제 강점기 일본 유바리 탄광으로 징용 간 이야기.[6]
- 《전설따라 삼천리》(傳說따라 三千理) - 1965년에서 1983년까지 방송. 극중 해설 담당.

동아방송
- 《한국전쟁》(韓國戰爭) - 1970년에서 1972년까지 총 1,002회 방송. 김중희 작. 《조선총독부》, 《태평양전쟁》에 이은 동아방송의 다큐멘터리 시리즈. (조병옥 역)[7][8]
- 《정계야화》(政界夜話) - 1965년에서 1973년까지 총 818회 방영. (유석 역)[9]

## 수상
- 1975년 문화방송·경향신문 주최 MBC배 성우 부문 공로상 수상[10]
- 1978년 방송의 날 기념식에서 한국방송대상 성우연기상 수상[11]
- 1991년 MBC 방송대상 특별공로상 수상

## 참고 문헌
- 이 문서에는 다음커뮤니케이션(현 카카오)에서 GFDL 또는 CC-SA 라이선스로 배포한 글로벌 세계대백과사전의 내용을 기초로 작성된 글이 포함되어 있습니다.